# Stalin (filme)
Stalin (bra Stalin) é um telefilme russo-húngaro-estadunidense de 1992, do gênero drama histórico-biográfico, dirigido por Ivan Passer para a HBO, com Robert Duvall interpretando o líder soviético Josef Stalin. 

## Elenco
- Robert Duvall - Josef Stalin
- Julia Ormond - Nadezhda Alliluyeva
- Maximilian Schell - Vladimir Lenin
- Jeroen Krabbé - Nikolai Bukharin
- Joan Plowright - Olga Alliluyeva
- Frank Finlay - Sergei Alliluyev
- Roshan Seth - Lavrentiy Beria
- Daniel Massey - Leon Trotsky
- András Bálint - Grigory Zinoviev
- John Bowe - Kliment Voroshilov
- Jim Carter - Sergo Ordzhonikidze
- Murray Ewan - Nikita Khrushchev
- Stella Gonet - Zinaida "Zina" Volkova
- Elena Seropova - Nino Beria
- Colin Jeavons - Genrikh Yagoda
- Miriam Margolyes - Nadezhda Krupskaya
- Kevin McNally - Sergey Kirov
- Clive Merrison - Vyacheslav Molotov
- Lisa Orgolini - Anya Larina
- Joanna Roth - Svetlana Alliluyeva
- Emil Wolk - Lev Kamenev
- Aleksandr Feklistov - Leonid Nikolaev

## Prêmios e indicações
| Prêmio             | Categoria                              | Recipiente            | Resultado |
| ------------------ | -------------------------------------- | --------------------- | --------- |
| Globo de Ouro 1993 | Melhor ator em minissérie ou telefilme | Robert Duvall         | Venceu    |
| Globo de Ouro 1993 | Melhor atriz coadjuvante em TV         | Joan Plowright        | Venceu    |
| Globo de Ouro 1993 | Melhor ator coadjuvante em TV          | Maximilian Schell     | Venceu    |
| Globo de Ouro 1993 | Melhor minissérie ou telefilme         | Mark Carliner (prod.) | Indicado  |

## Sinopse
O filme retrata a carreira política e a vida pessoal do líder soviético Josef Stalin, demonstrando como ele foi capaz de transformar seu país numa grande potência. A história é narrada pela filha de Stalin, que se asilou nos Estados Unidos em 1967.